# Gertrud von Hassel
Gertrud von Hassel (* 10. September 1908 in Daressalam, Deutsch-Ostafrika; † 6. September 1999 in Meldorf, Holstein) war eine deutsche Pädagogin und Malerin. Sie war die ältere Schwester des ehemaligen schleswig-holsteinischen Ministerpräsidenten, Bundesministers und Bundestagspräsidenten Kai-Uwe von Hassel.

## Familie, Kindheit und Jugend
Sie war Tochter des kaiserlichen Offiziers Theodor von Hassel (1868–1935) und dessen Ehefrau Emma (* 1885), geb. Jebsen. Ihr Großvater mütterlicherseits war der Reeder und Politiker Michael Jebsen. 1910 wurde ihr jüngerer Bruder Friedrich geboren. Ihr Vater war Hauptmann in der Schutztruppe für Deutsch-Ostafrika und nach seinem Abschied aus dem Dienst ab 1913 Inhaber einer Kaffeeplantage in den Usambara-Bergen nahe dem Kilimandscharo im Nordosten des späteren Tanganjika. Im selben Jahr wurde dort ihr jüngerer Bruder Kai-Uwe geboren. Gertrud von Hassel besuchte zunächst eine Missionsschule in Hohenfriedeberg, wo sie bereits mit dem Zeichnen begann. Im Jahr 1919 wurde die Familie des Landes verwiesen, nachdem die ehemals deutsche Kolonie als Folge des Ersten Weltkrieges vom Völkerbund einer britischen Mandatsverwaltung übergeben worden war. Die Familie übersiedelte daher nach Deutschland und ließ sich in Glücksburg nieder. Ihr Abitur legte Gertrud von Hassel in Flensburg ab.

## Ausbildung
Zwischen 1928 und 1933 studierte Gertrud von Hassel im Hinblick auf ein Lehramt an der Hamburger Kunsthochschule am Lerchenfeld bei Eduard Steinbach und Arthur Illies, an der Kasseler Kunstakademie bei Schlitt, Alfred Vocke und Curt Witte, an der Handwerker- und Kunstgewerbeschule in Dortmund, wo sie ihre Werklehrerausbildung abschloss, und an der Kunsthochschule in Berlin-Schöneberg bei Bernhard Hasler, Georg Walter Rössner und Georg Tappert. 1933 legte sie ihr Staatsexamen ab.

## Berufliche Entwicklung
Ab 1935 war sie in Flensburg, Kiel, Rendsburg und Eckernförde im Schuldienst tätig. 1943 zog sie nach Meldorf in Holstein um, wo sie bis 1961 als Kunstlehrerin an der Meldorfer Gelehrtenschule tätig war. Dort kooperierte sie zwischen 1947 und 1952 beispielsweise mit Martin Luserke für die von diesem als Meldorfer Spielweise bezeichnete Ausprägung seines seit mehr als vier Jahrzehnten betriebenen Laienspiels. Nach ihrer Pensionierung wirkte sie als freie Künstlerin.

## Studienaufenthalte
Ab den 1950er Jahren reiste sie durch mediterrane Länder wie Ägypten, Frankreich, Griechenland, Italien, Marokko, Spanien und die Türkei. Insbesondere Ägypten, das sie an ihre afrikanische Kindheit erinnerte, führte bei ihr zu einer stilistischen Neuorientierung. Weitere Studienaufenthalte führten sie auch nach Großbritannien, Norwegen und in die Vereinigten Staaten.

## Künstlerischer Stil
Ihr Frühwerk wurde durch den Stil der Neuen Sachlichkeit geprägt. Den konkreten Realismus und eine gegenständlich gebundene Darstellungsweise behielt sie bei. Ihr Spätwerk umfasst Bildnisse mit in das Monumentale gesteigerten Einzelfiguren, Stillleben, Selbstporträts, Landschafts- und Figurenbilder. Aus ihren Werken sind Tendenzen erkennbar, die zur stärkeren Abstraktion und Vereinfachung führen.
Ein Teil ihres Nachlasses befindet sich im Dithmarscher Landesmuseum. Gertrud von Hassel verstarb im Alter von 90 Jahren.

## Ausstellungen
- 1957, 1963, 1977 bis 1981 – Landesschau Schleswig-Holsteinischer Künstler
- 1959, 1964 – Ausstellungen der Malerinnen und Bildhauerinnen im Kieler Landesmuseum
- 1963 – Berliner Kunstkabinett[6]

## Werke
- Meine Kindheit in Afrika. Boyens Medien, Heide 2002. ISBN 978-3804207752.

## Ehrungen
- 1987: Kulturpreis des Kreises Dithmarschen